# Heiner Bernhard

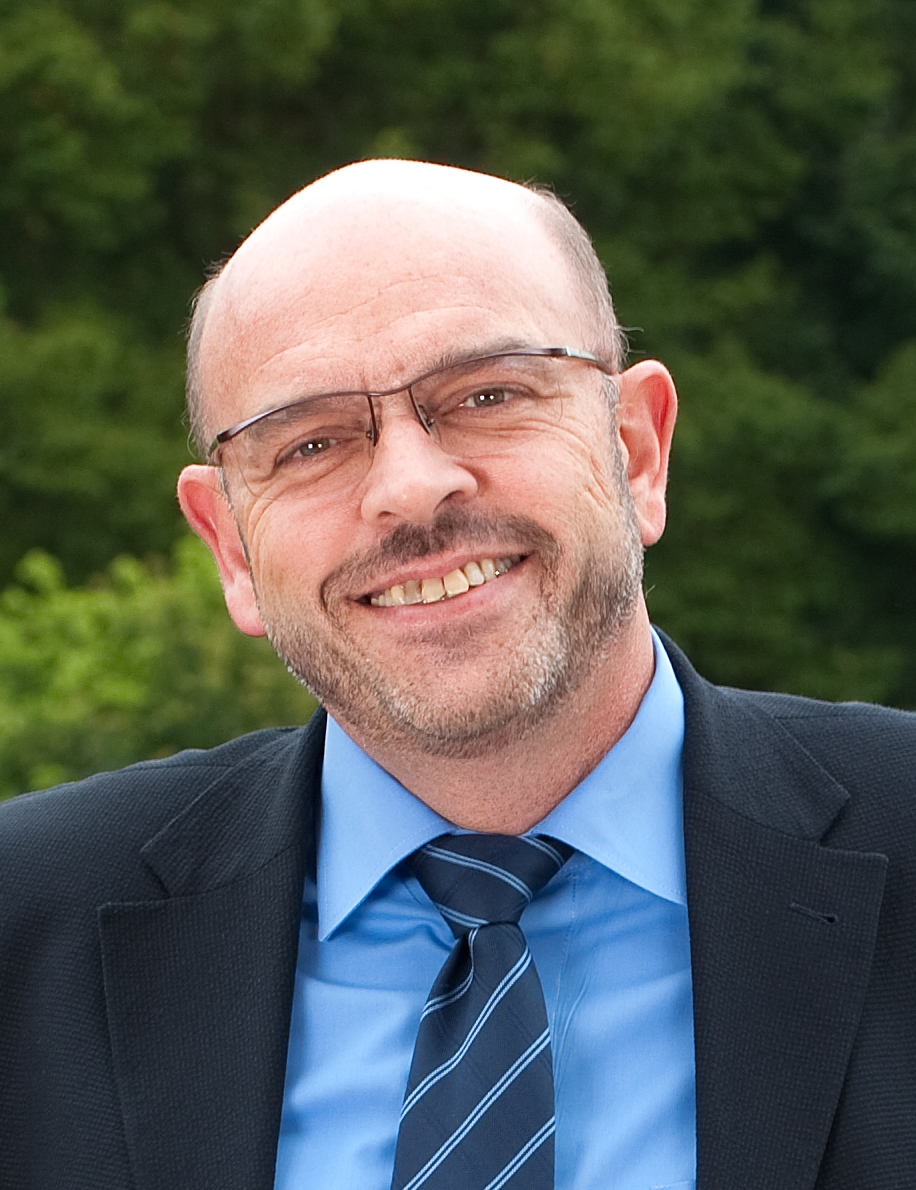
Heiner Bernhard (2010)

Heiner Bernhard (* 29. Juli 1957 in Weinheim) ist ein deutscher Jurist und Kommunalpolitiker (SPD). Er war von 2002 bis 2018 Oberbürgermeister der Stadt Weinheim an der Bergstraße.

## Leben
Bernhard besuchte das heutige Werner-Heisenberg-Gymnasium in Weinheim und legte im Jahr 1976 das Abitur ab. In den Jahren 1977 bis 1982 studierte er Jura an der Universität Mannheim. Seine Referendarzeit absolvierte er in Mannheim, Heidelberg und Weinheim. Im Jahr 1986 folgte das Zweite Staatsexamen. Danach arbeitete er als Verwaltungsjurist im Rechtsamt der Stadt Heidelberg. In den Jahren 1994 bis 2002 leitete er in Heidelberg das Amt für öffentliche Ordnung. Vom 12. August 2002 an war Bernhard Oberbürgermeister der Stadt Weinheim. Am 20. Juni 2010 wurde er mit 73,2 Prozent der Stimmen im Amt bestätigt. Seine Amtszeit endete am 11. August 2018, nachdem er nicht für eine dritte Amtszeit kandidiert hatte.
Heiner Bernhard ist mit der Ärztin Gudrun Tichy-Bernhard verheiratet und hat drei Kinder. Bernhard ist u. a. Mitglied  bei der TSG 1862 Weinheim und beim MGV Sängervereinigung Germania. In den Jahren 1995 bis 2002 amtierte er als Kirchenältester der Evangelischen Johannisgemeinde.

## Politik
In den Jahren 2000 bis 2002 war Bernhard Stadtrat in der SPD-Gemeinderatsfraktion. Im Jahr 2002 wurde er im ersten Wahlgang, in dem er sich mit 52,2 Prozent gegen Stefan Dallinger durchsetzte, zum Oberbürgermeister von Weinheim gewählt. Außerdem war er von 2004 bis 2019 SPD-Kreisrat im Kreistag des Rhein-Neckar-Kreises und von 2006 bis 2019 Abgeordneter in der Regionalversammlung der Metropolregion Rhein-Neckar. Er ist außerdem Vorsitzender der „Weinheimer Initiative“, eines bundesweiten Zusammenschlusses von Kommunen und Landkreisen, der sich einer kommunalen Steuerung des biografischen Übergangs von der Schule ins Berufsleben widmet, Vorsitzender des Vereins Metropol-Card-Bibliotheken Rhein-Neckar e.V., einem Zusammenschluss der städtischen Bibliotheken der Metropolregion sowie stellvertretender Vorsitzender des Vereins Kurpfalz.
Die Oberbürgermeisterwahl 2010 fand besondere Beachtung, weil beim Auszählen der Stimmen neben dem einzigen Kandidaten 344 weitere Bürger als Kandidaten auf den Stimmzetteln notiert waren. Bernhard wurde rechnerisch mit nur 17,70 % der Stimmberechtigten in seinem Amt bestätigt. Die Bemühungen einer Bürgerinitiative um Neuwahlen blieben aber aussichts- und ergebnislos.
Als Oberbürgermeister war Heiner Bernhard zugleich Verwaltungsratsvorsitzender der Sparkasse Rhein Neckar Nord, im Vorstand des Sparkassenverbandes Baden-Württemberg und Aufsichtsratsvorsitzender der Stadtwerke Weinheim. Außerdem hatte er den Verbandsvorsitz in den Verbänden für Abwasserversorgung, Abwasser und Grünschnittkompostierung.
Im Jahr 2018 wurde Heiner Bernhard stellvertretender Verwaltungsratsvorsitzender der Sparkasse Rhein Neckar Nord. Im Deutschen Städtetag gehörte Bernhard als baden-württembergischer Delegierter dem Hauptausschuss an. Im Städtetag Baden-Württemberg war er Mitglied des Vorstandes sowie im Ausschuss für Schule, Kultur, Sport und im Ausschuss für Verfassung und Recht. Er war Vorsitzender des OB-Sprengels Große Kreisstädte im Regierungsbezirk Karlsruhe, Verwaltungsratsmitglied des Rechenzentrums und Vorstandsmitglied bei der Sportregion Rhein-Neckar.
Im April 2018 unterstützte er eine Mitarbeiterin, die einer vollverschleierten Frau aufgrund fehlender Identifizierungsmöglichkeit einen Pass verweigert hatte. Als dieselbe Frau wenig später an einem Neubürger-Empfang des Rathauses wiederum verschleiert teilnehmen wollte, ließ Bernhard sie vom Empfang entfernen. Für diese Entscheidungen erhielt Bernhard vielfache Unterstützung in seiner Stadt, unter anderem auch vom Bürgerbündnis „Weinheim bleibt bunt“, das sich für Integration engagiert.
Nach Ende seiner zweiten Amtszeit 2018 kandidierte Bernhard nicht erneut für das Oberbürgermeisteramt. Ihm folgte Manuel Just nach.